# МАЗ-7310
МАЗ-543/МАЗ-7310 — советский полноприводный четырёхосный (8 × 8 ) тяжёлый колёсный грузовой автомобиль Минского автомобильного завода. В серийном производстве с 1962 года. Первый опытный экземпляр машины выпущен в 1958 году.
Впервые представлен широкой публике 7 ноября 1965 года на параде в Москве, когда по Красной площади прошла батарея ракетных комплексов 9К72 «Эльбрус» (по классификации НАТО — SS-1с Scud B). На шасси высокой проходимости размещались ракета, пункт управления и наведения и боевой расчёт.

## Конструкция
МАЗ-543 — дальнейшее развитие серии МАЗ-537, 4-осный рамный полноприводный автомобиль с двумя управляемыми передними осями, с дизелем Д12. Кабины разделены (рабочее место водителя находится в левой кабине), изготовлены из стеклопластика.

## Модификации
- МАЗ-543П — базовое шасси грузоподъёмностью 19600 кг. Основа для пусковых установок 9П117 (ракетного комплекса 9К72) и 9П120 (9К76 «Темп-С»); аэродромный пожарный автомобиль АА-60(543)-160 (1973 год);
- МАЗ-543А (1967 год) — шасси с увеличенной до 22000 кг грузоподъёмностью за счёт перекомпоновки моторного отделения. На её базе создан ряд специальных машин, в том числе 9К58 «Смерч»), специальный кран КС-5571 (середина 1970-х годов);
- МАЗ-543М (начало 1970-х годов) — вариант шасси с существенно перекомпонованной передней частью (дополнительный моторный отсек, демонтированная правая кабина, увеличенная площадь за кабиной экипажа, большая грузоподъёмность). На шасси была создана машина обеспечения боевого дежурства (МОБД) ракетных комплексов, а также других элементов разнообразных военных комплексов;
- МАЗ-7310 (1974 год) — прототип грузовика с бортовой платформой;
- МАЗ-73101 (1976 год) — серийное шасси бортового автомобиля МАЗ-7310. Основное отличие от МАЗ-543А — отсутствие специального оборудования. МАЗ-7310 мог эксплуатироваться с двухосным МАЗ-8385, при этом длина автопоезда достигала 20550 мм; на его базе были созданы аэродромные пожарные автомобили АА-60(7310)-160 (1976 год), АА-60(7310)-160.01 (1978 год), АА-70(7310)-220 (1979 год), АПС-70(7310)-220.01 (1979 год);[источник не указан 3111 дней]
- МАЗ-7313 (шасси — МАЗ-73131, январь 1983 года) — шасси доработанной конструкции и увеличенной на 1 тонну грузоподъёмности при неизменном собственном весе;
- МАЗ-73132 — укороченный вариант шасси.
- Wanshan WS580 - версия МАЗ-543 китайского производства
- Wanshan WS2400 - дальнейшее развитие модели WS580 с двигателем Deutz, трансмиссией ZF и новой кабиной[1]

## Технические характеристики
- Грузоподъёмность: 20000 кг
- Допустимая масса прицепа: 25000 кг
- Собственная масса: 23000 кг
- Полная масса: 43300 кг
- Габаритные размеры, мм:
  - длина: 11657
  - ширина: 3050[2]
  - высота: 2900[2]
- База: 2200+3300+2200 мм[2]
- Колея: 2375 мм[2]
- Дорожный просвет: 400 мм[2]
- Радиус поворота: 13500 мм
- Максимальная скорость: 60 км/ч
- Тормозной путь со скорости 40 км/ч: 21 м
- Двигатель: Д12А-525А, дизельный, V-образный, 12-цилиндровый
- Рабочий объём: 38,880 л
- Максимальная мощность: 525 л. с. (386,1 кВт) при 2000 об/мин.
- Максимальный крутящий момент: 225 кгс·м (2206 Н·м) при 1400 об/мин.
- Гидромеханическая передача:
  - гидротрансформатор: четырёхколёсный, одноступенчатый
  - коробка передач: трёхступенчатая, планетарная с ручным управлением переключения передач
- Раздаточная коробка: механическая, двухступенчатая с межосевым дифференциалом
- Колесная передача: планетарная
- Передаточные числа:
  - коробки передач: I-3,2; II-1,8; III-1,0; задний ход-1,6
  - раздаточной коробки: I-1,88; II-1,0
  - колесной передачи: 5,1
- Подвеска: торсионная, независимая всех колёс
- Размер шин: 1500×600—635[2]
- Платформа: с пятью откидными металлическими бортами
- Внутренние размеры платформы: 7222×2848×707
- Погрузочная высота: 1850 мм

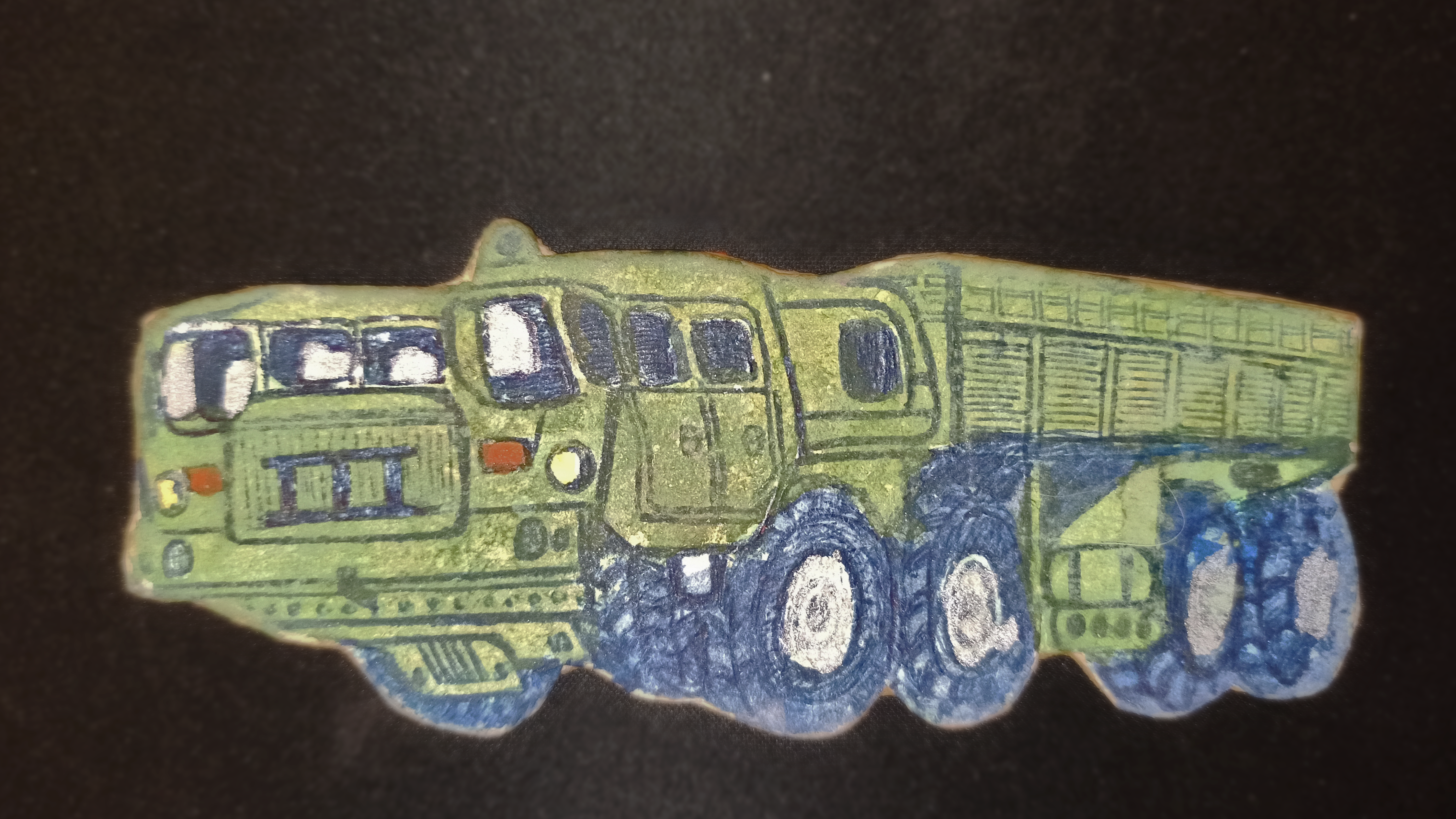
Иллюстрация МАЗ-7310
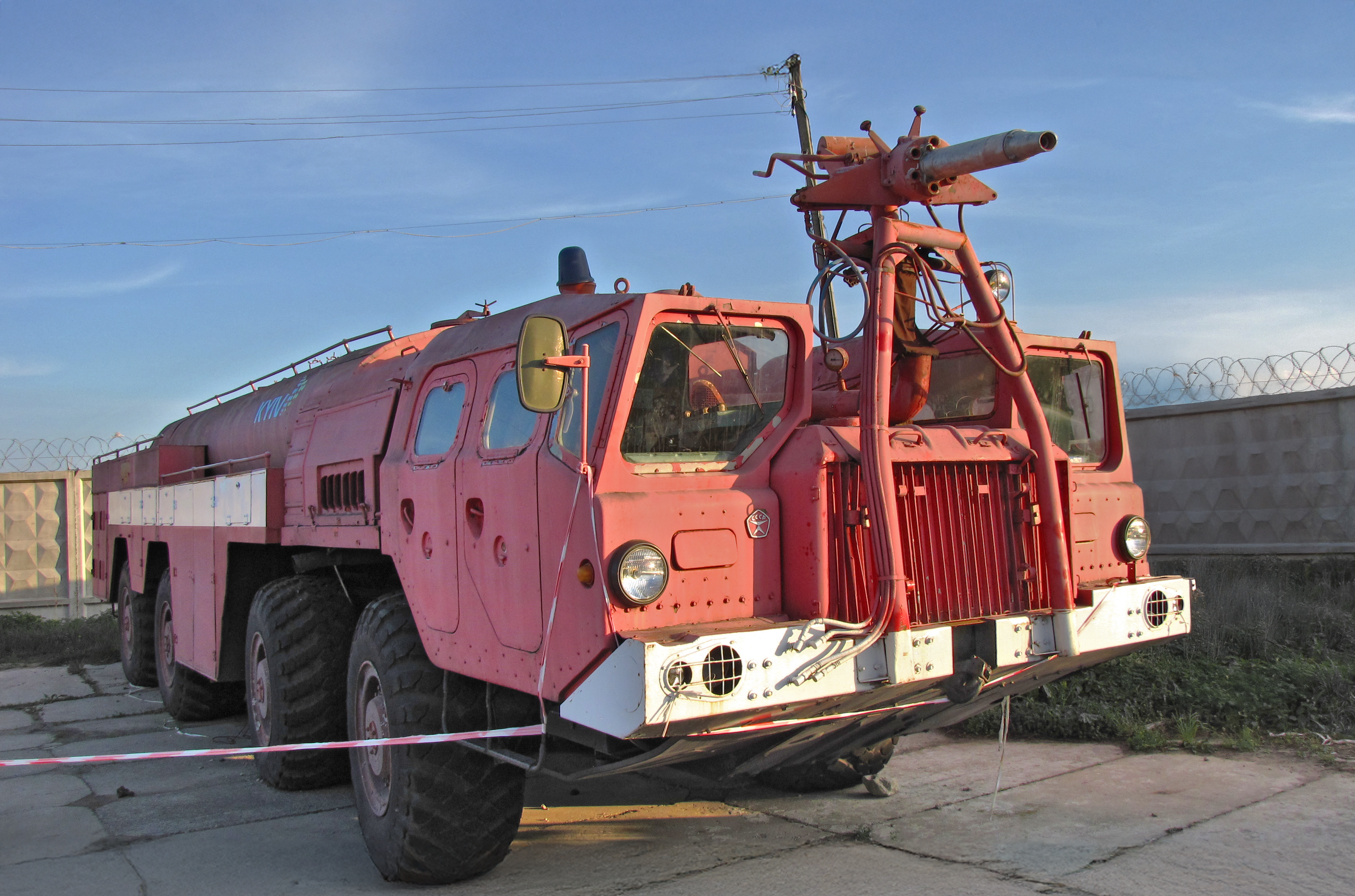
Аэродромный пожарный автомобиль АА-60(7310) на шасси МАЗ-7310 в Киевском авиационном музее
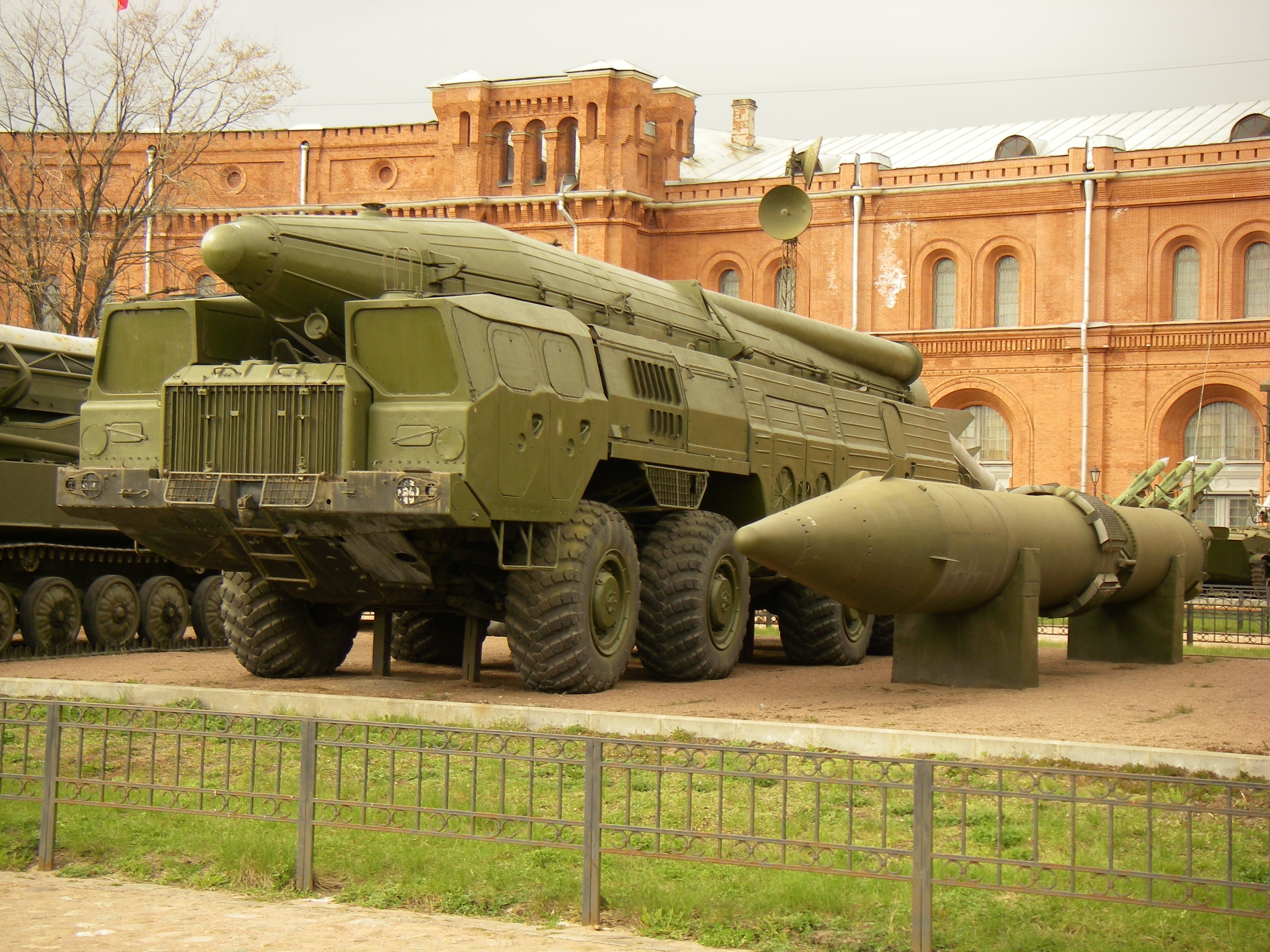
Ракетно-пусковая установка 9П120 с ракетой 9М76 ракетного комплекса 9К76 «Темп-С» (SS-12 Scaleboard по классификации НАТО) на шасси МАЗ-543П в Артиллерийском музее Санкт-Петербурга
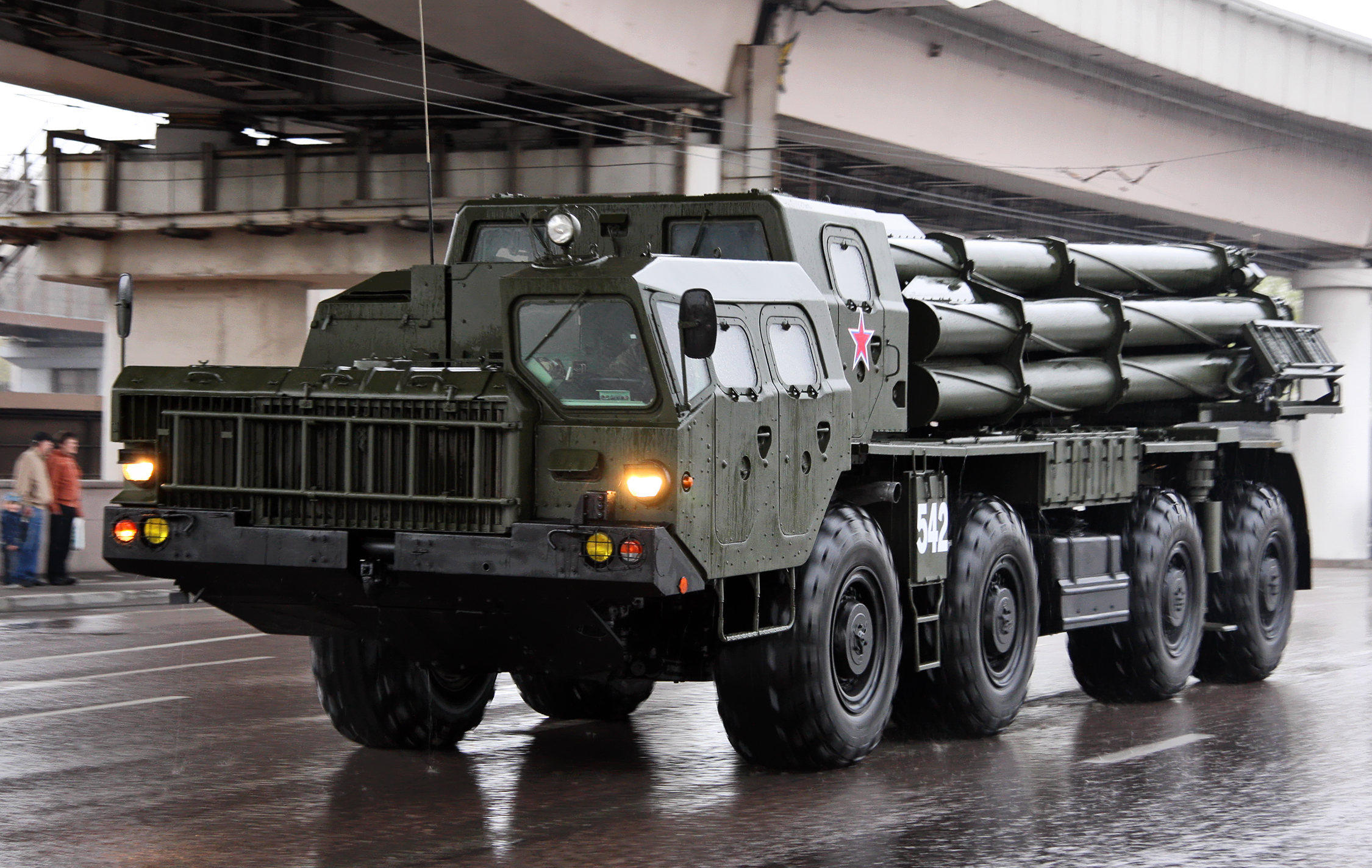
РСЗО «Смерч» на шасси МАЗ-543М
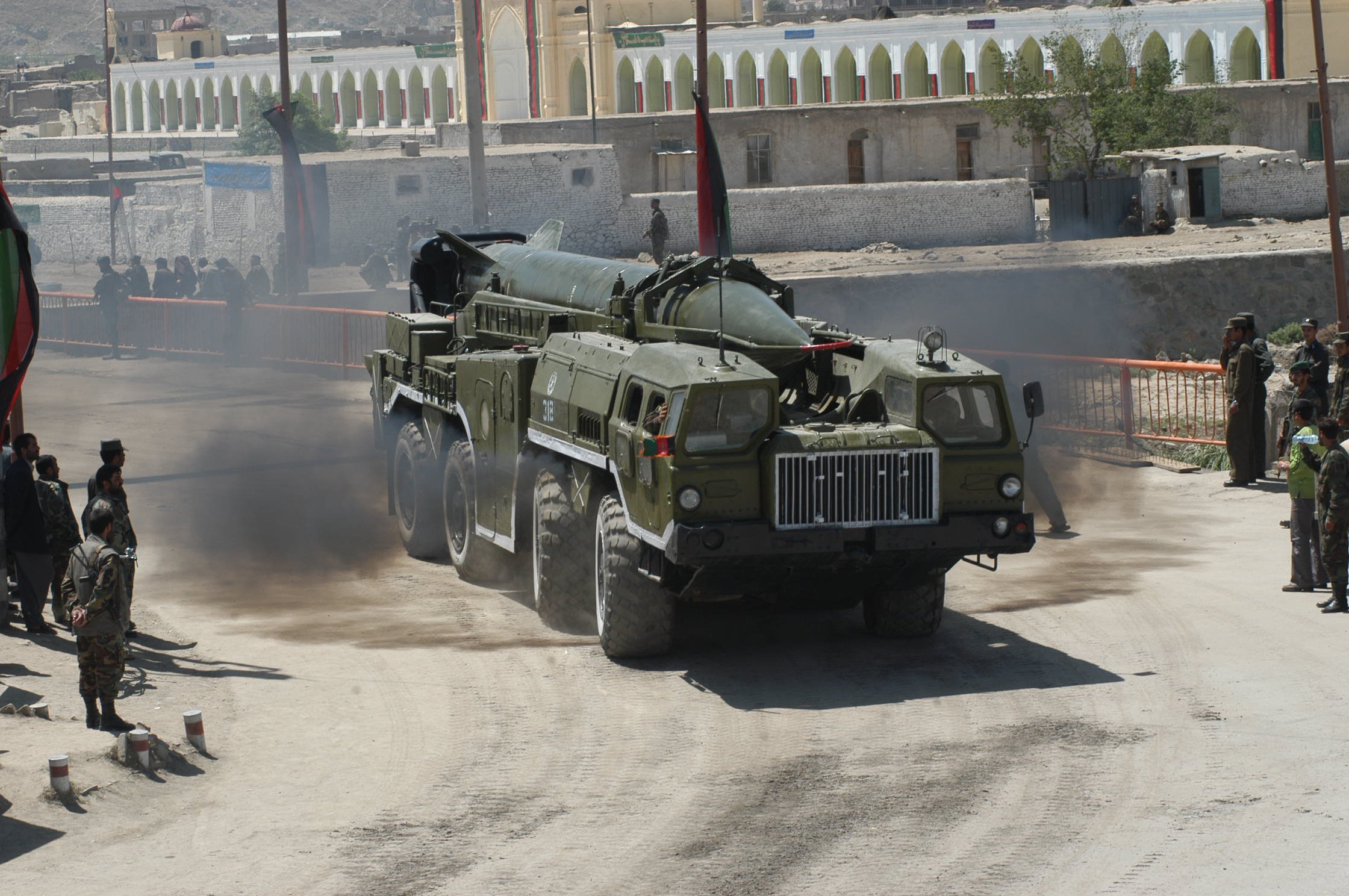
Ракетно-пусковая установка SCUD-2 (Скад-2) в Афганистане
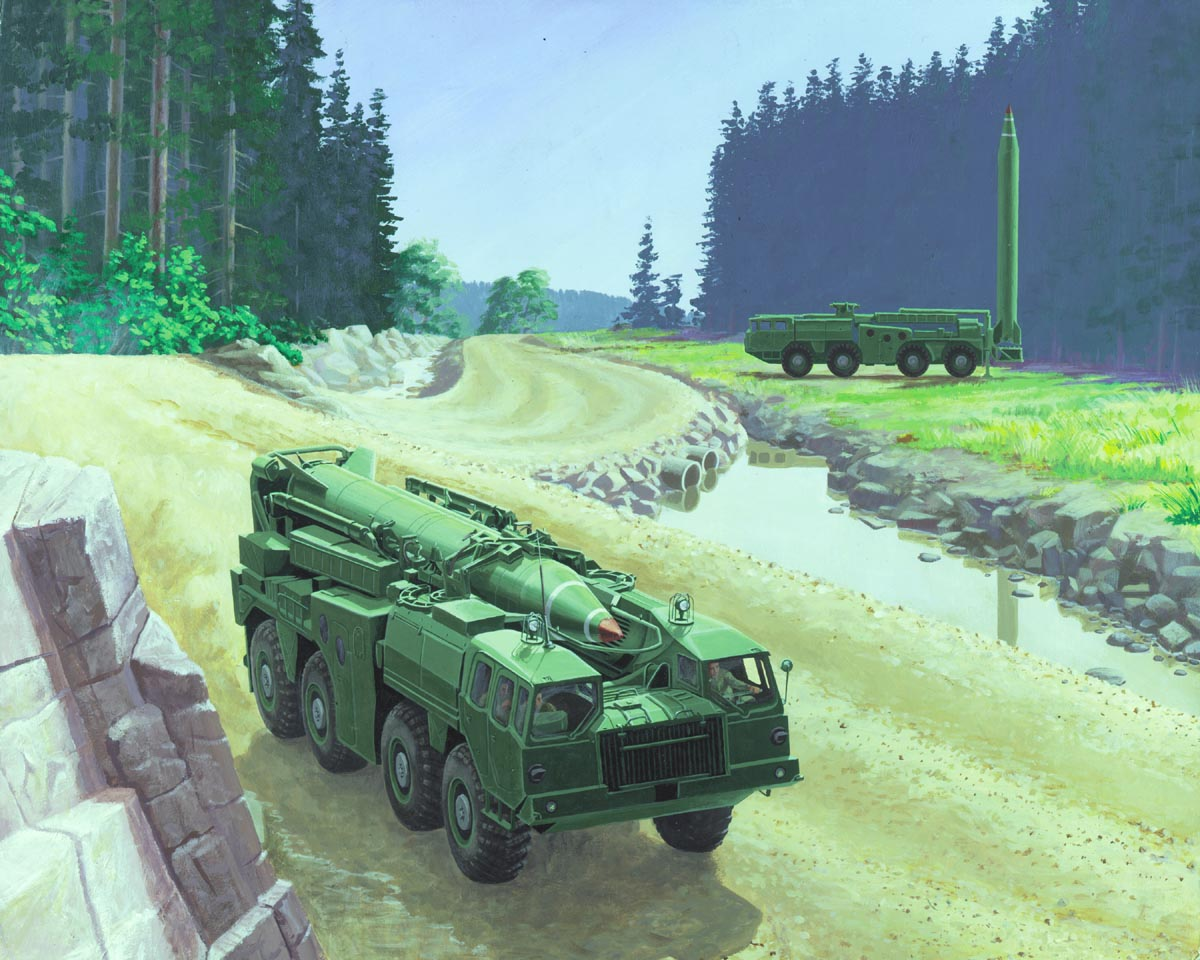
Ракетно-пусковая установка Scud B (Скад-B), иллюстрация  Разведывательного управления министерства обороны США
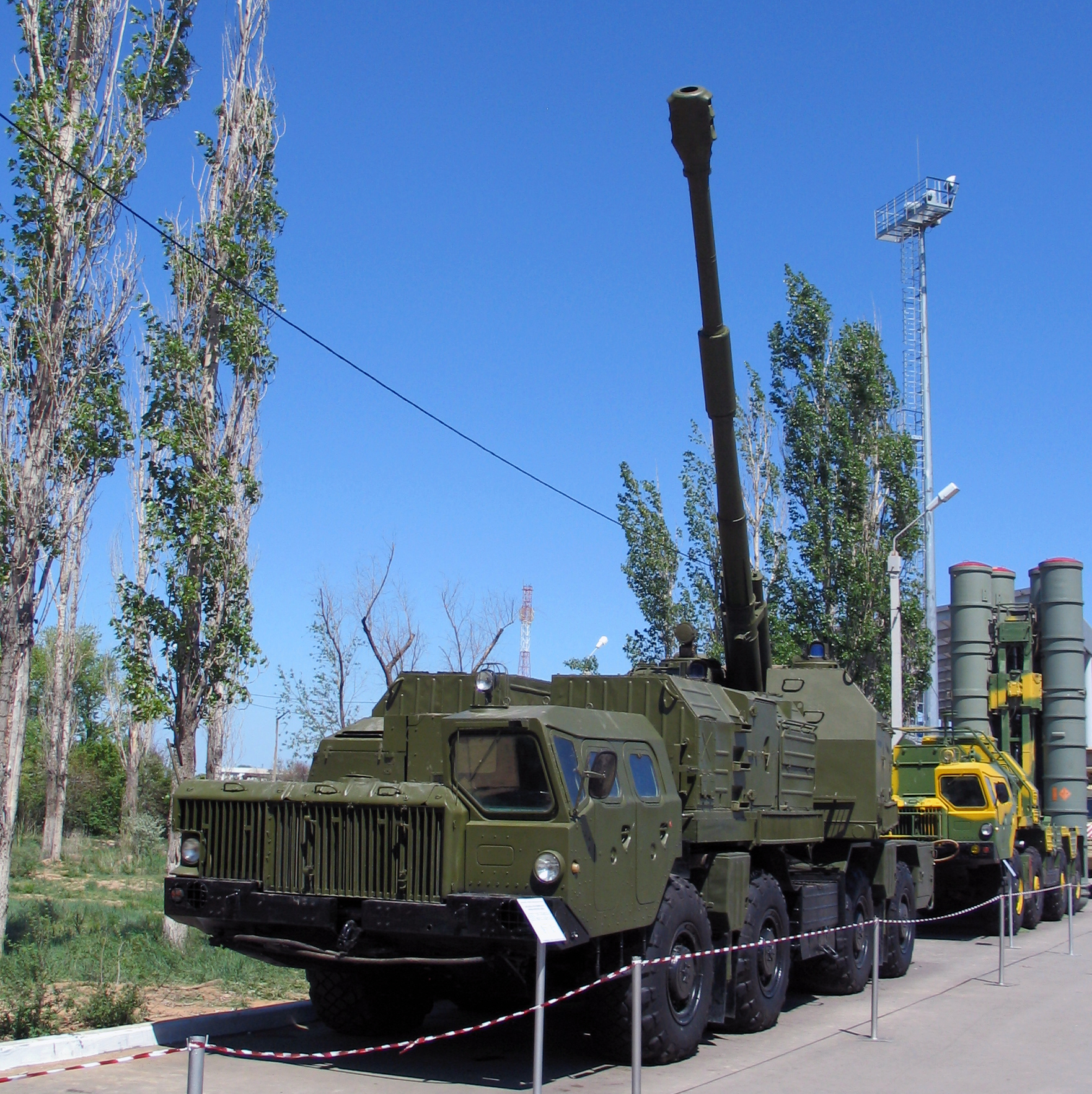
А-222 "Берег", самоходный береговой артиллерийский комплекс
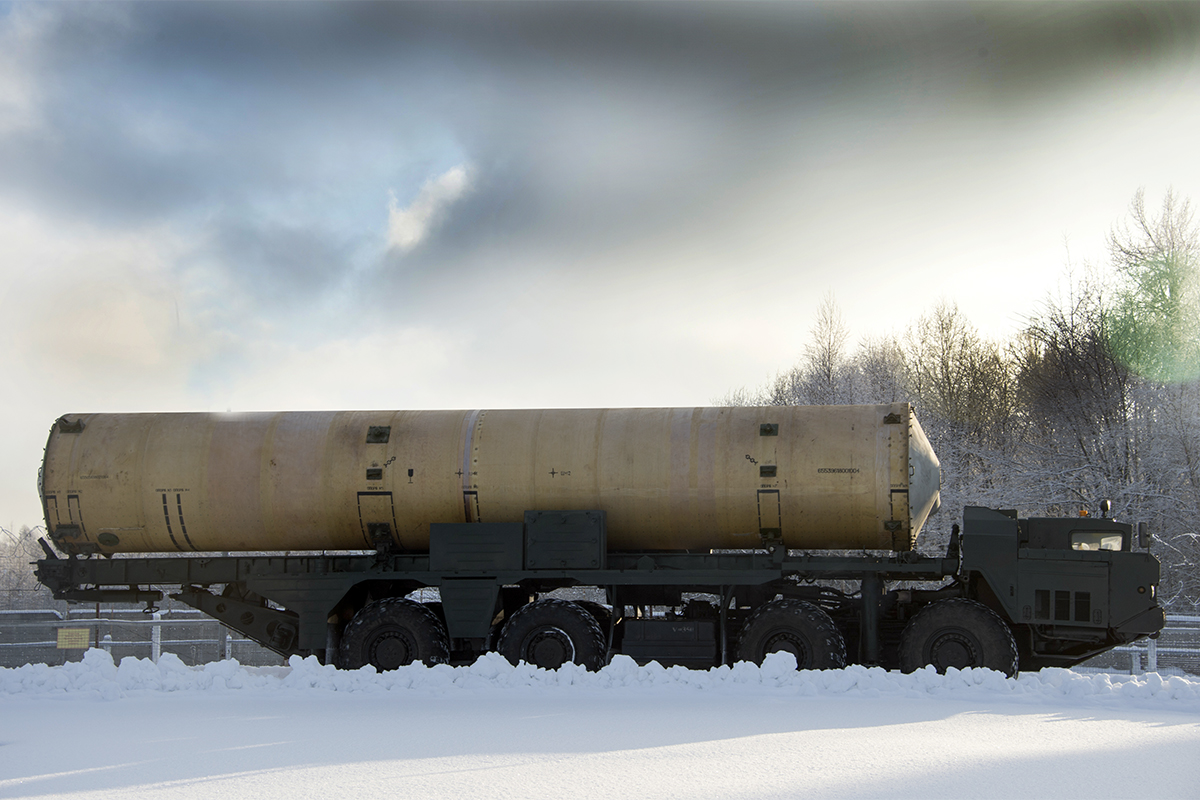
ТЗМ 5Т92 на шасси МАЗ-543М противоракетного комплекса А-135.

## МАЗ-7911
МАЗ-7911 — колёсное шасси, отличающееся от МАЗ-7310 прежде всего более мощным дизелем Д12АН-650 мощностью 650 л. с.

## В игровой и сувенирной индустрии
- Масштабная модель МАЗ-7310 в четырёх модификациях (бортовой и пожарный) производится в г. Казани на НПО «Элекон». Масштаб 1:43. Достаточно крупная и тяжёлая модель изготовлена из металла и пластика. Бортовые модели и модели с цистернами мало чем отличаются друг от друга, кроме цвета. Пожарная от модели аэрофлот отличается цветом и наличием пожарного оборудования.
- Масштабная модель боевой машины БМ-30 (9А52-2) ракетной системы залпового огня РСЗО 9К58 «Смерч» на шасси МАЗ-543М производилась фирмой GE Fabbri и вышла в журнальной серии «Русские танки» (выпуск 29, октябрь 2011 г.). Масштаб 1:72. Модель изготовлена из металла и пластика.
- Модель для самостоятельной сборки ОТРК 9К72 «Эльбрус» на шасси МАЗ-543, а также РСЗО 9К58 «Смерч» производились фирмой Trumpeter. Масштаб 1:35.
- Модель для самостоятельной сборки из бумаги МАЗ-7310 в модификации бортовой производилась издательством «ЮТ для умелых рук». Масштаб 1:32.
- Модель для самостоятельной сборки из бумаги МАЗ-7310 в модификации аэродромный пожарный производилась издательством «Левша». Масштаб 1:30.
- Модель для самостоятельной сборки МАЗ-7911 производилась фирмой Modelcollect. Масштаб 1:72
- Модель для самостоятельной сборки МАЗ-7310 в модификации аэродромный пожарный производилась фирмой A&A Models. Масштаб 1:72. Набор был представлен в штандартах Киевского аэропорта Жуляны, на широком торце крышки боковины 2-х Жулянских, 1-го Жуковского и 2-х Алма-Атинских схем маркировок.
- Модель для самостоятельной сборки МАЗ-7310 в модификации Радиолокатор 30Н6Е1 производилась фирмой PST Models. Масштаб 1:72.
- Модель для самостоятельной сборки ОТРК 9К72 «Эльбрус» на шасси МАЗ-543 производилась фирмой Toxsomodel. Масштаб 1:72.
- В игре Crossout на отзеркаленном МАЗ-543М основана кабина «Соратник».
- В игре Дальнобойщики 2 грузовик Шторм Т2310 основан на МАЗ-7310.
- В играх SpinTires и MudRunner носит название «E-7310».
- В игре Command & Conquer: Generals пусковая установка Скад, артиллерия ГАО, основана на МАЗ-7310.
- В игре Operation Flashpoint:Cold War Crisis и ArmA II: Operation Arrowhead в виде 9К72 «Эльбрус»
- В игре Grand Theft Auto Online - ракетоноситель на базе МАЗ-7310, в игре названная "Chernobog".
- В игре Fallout 76 - пожарная машина, основанная на АА-60(7310)-160А.
- В игре SnowRunner - машина общего назначения, за основу взят МАЗ-7310, в игре названа "ZiKZ-612H".